# 李憻
李憻（810年代？—867年），唐朝皇子，是唐宪宗李纯第十九子，生母不详。
从其兄唐宣宗李忱生年推断，当在810年后。其父唐宪宗在820年逝世。历穆宗、敬宗、文宗、武宗、宣宗五朝后，大中十四年（860年），李憻被侄子唐懿宗封为信王，咸通八年（867年）十二月，李憻去世。